# آرتا (مقاطعة)
مقاطعة أرتا هي واحدة من 51 مقاطعة في اليونان. تقع في غرب اليونان. عاصمتها مدينة آرتا.